# Asthenophleps strigulata
Asthenophleps strigulata är en fjärilsart som beskrevs av Louis Beethoven Prout 1916. Asthenophleps strigulata ingår i släktet Asthenophleps och familjen mätare. Inga underarter finns listade i Catalogue of Life.